# Тёплая (деревня)
Тёплая — деревня в Кунгурском районе Пермского края, входящая в состав Неволинского сельского поселения.

## География
Деревня находится в южной части Кунгурского района примерно в 10 километрах от Кунгура по прямой на юго-запад.

## Климат
Климат умеренно-континентальный с продолжительной снежной зимой и коротким, умеренно-тёплым летом. Средняя температура июля составляет +17,8 0С, января −15,6 0С. Среднегодовая температура воздуха составляет + 1,3°С. Средняя продолжительность периода с отрицательными температурами составляет 168 дней и продолжительность безморозного периода 113 дней. Среднее годовое количество осадков составляет 539 мм.

## История
Деревня была известна с 1651 года. Другое название Ушакова. Находится на горе, по которой названа. С 1988 года центральная усадьба колхоза им. Чапаева До 2018 года была центром Тихановского сельского поселения, после упразднения которого является рядовым населённым пунктом Неволинского сельского поселения.

## Население
Постоянное население составляло 331 человек в 2002 году (97 % русские), 328 человек в 2010 году.

## Инфраструктура
Сельскохозяйственные предприятие СПК «колхоз им. Чапаева». В деревне имеются отделение связи, средняя школа, детсад, дом культуры.